# Tokugava Ieharu
Tokugava Ieharu (徳川家治; Hepburn: Tokugawa Ieharu; 1737. június 20. - 1786. szeptember 17.) volt a tizedik sógun a Tokugava-sógunátusban Japánban. Hivatali ideje 1760-tól 1786-ig tartott. 1786-os halálát követően a Sunmjóin buddhista névvel ruházták fel, és a Kaneidzsi szentélyben temették el.

## Fiatalkora
Édesapja a Tokugava sógunátus kilencedik sógunja, Tokugava Iesige, édesanyja pedig Oko no Kata volt. Születésekor a Takecsijo (竹千代) nevet kapta. Első felesége Isza no Mija Tomoko volt, akitől két gyermeke született: Csijohime és Mandzsuhime. Felesége korai halálát követően három másik ágyasa lett, akiktől még további két gyermeke született, azonban egyik utódja sem érte meg a 10 éves kort. Ennek eredményeképp örökbefogadott két gyermeket: Tanehimét, Tokugava Munetoke lányát, illetve Tokugava Ienarit, aki Ieharu halála után lett a tizenegyedik, egyben legtovább uralkodó sógun a Tokugava sógunátusban. 

## Pályafutása sógunként

### Tokugava Iesige lemondása
Nyílt titok volt, hogy Tokugava Iesige egy krónikus betegségben szenvedett, mely erőteljesen befolyásolta beszédét. Emiatt apja, Tokugava Josimune, támogatói ellenezték, hogy őt tegye meg örökösének. Jobban örültek volna, ha a két fiatalabb fiúgyermek, Tokugava Munetoke vagy Tokugava Munetada követte volna őt soron. Josimune azonban kitartott elsőszülött fia mellett.
Iesige sikeresen uralkodott mint kilencedik sógun majdnem tizenöt éven keresztül. Hivatalosan 1760-ban, 50 évesen adta át vezetői helyét elsőszülött fiának, Tokugava Ieharunak, majd halt meg nem sokkal később visszavonulása után. Tokugava Iesige kormányzását azonban folyamatos természeti katasztrófák, járványok, éhínség kísérték, miközben a bakufu egyre korruptabbá vált. Ieharu egy legyengült kormányt örökölt meg, mellé egy egyre inkább elégedetlenebb néppel, akik egyre erőteljesebben adtak hangot nemtetszésüknek. 

### Kinevezése, mint udaidzsin
Sóguni pályafutása későbbi szakaszában Kókaku császártól megkapta az udaidzsin (右大臣), azaz a jobboldali miniszter pozíciót. Ez a Daidzsó-kan, (太政官) vagyis Államtanács egyik tisztsége volt, az ezt betöltő személy feladata pedig az volt, hogy segítse a császárt, hogy minél inkább belelásson az állam ügyeibe. Azonban maga a császár és a Daidzsó-kan is elvesztette az erejét még a 12. század elején, amikor a sógunátus egyre nagyobb hatalomra tett szert. Ez a kinevezés Kókaku császár által is arra egy példa, hogy mennyire meggyengült a sógunátus Tokugava Iesige alatt, és hogy milyen nehézségekkel kellett szembenéznie Ieharunak. 

## Események a sóguni kinevezése alatt

### A Nagy Tenmei-éhínség
A Nagy Tenmei-éhínség (天明の大飢饉; Hepburn: Tenmei no daikikin) az Edo-kor és a modern kori Japán történelem egyik legsúlyosabb éhínsége volt, mely 1782 és 1788 között szedte áldozatait. Nevét a Kókaku császár nevével fémjelzett Tenmei éráról (1781-1789) kapta. 
Tóhokun, Honsú északkeleti részén az 1770-es évektől kezdve jelentősen elkezdett csökkenni az éves termény mennyisége a szokatlanul hideg és száraz időnek köszönhetően. A szegényes termést még tovább fokozták természeti katasztrófák, többek között a Mount Ivaki 1783. április 13-i, valamint a Mount Aszama 1783. július 6-i kitörése. A kitörések azonban nemcsak a pusztító lávatömeggel és a régiót elborító, fullasztó vulkanikus hamuval okoztak jelentős károkat. A vulkáni hamuval teli égen át jelentősen kevesebb napfény tudott átjutni, ezáltal az hőmérséklet még inkább csökkent, a termény pedig tovább pusztult. 
A helyzetet csak tovább súlyosbította a Tokugava kormány akkori gazdasági politikája. Ebben az időben vezette be ugyanis Tanuma Okicugu (田沼意次; Hepburn: Tanuma Okitsugu) merkantilista gazdasági reformjait. Tanuma Tokugava Ieharu és Tokugava Ienari sógunok alatt sobasú, azaz kamarai tisztséget viselt, valamint vezető tanácsadó volt a ródzsóban, másnéven az öregek tanácsában. Reformjai között szerepelt többek között az adó megemelése, melyet rizsben kellett befizetni. A hanoknak ezáltal még több rizst kellett volna előállítaniuk, mint tették addig, ám a természeti katasztrófák és az egyre hidegebb időjárás miatt ez lehetetlen volt. Ezzel egyetemben az ország vészhelyzet esetére félretett rizs - és gabonatartalékai is jelentősen megcsappantak. A rizs ára az egekbe szökött, az éhínség pedig lassan kiterjedt Tóhoku régiójáról az egész országra. 
A Szugita Genpaku (杉田 玄白; Hepburn: Sugita Genpaku) által írt Nocsi-mi-gusza szerint az éhhalált halt emberek száma csak Tóhoku vidéki részein nagyjából 20 000-re tehető. Azonban rengeteg helyi lakos nem számolt be keserves körülményeiről, félvén az esetleges következményektől, ezért a valódi elhalálozási arány valószínűleg sokkal magasabb, akár a tízszerese is lehetett annak, amit Szugita lejegyzett. Az éhínség legsúlyosabban Mucu tartományt (陸奥国; Hepburn: Mutsu no kuni) érintette: a jelentések szerint több, mint 100 000 ember hunyt el az élelemhiány következtében. Az éhínség, valamint a természeti katasztrófák és az ezeket kísérő különféle járványok következtében 1780 és 1786 között körülbelül 920 000 ember vesztette életét.

### A Mount Aszama kitörése
A Mount Aszama (浅間山; Hepburn: Asama-yama) Tóhoku régió egyik legaktívabb vulkánja a mai napig, mely az elmúlt századokban jelentős károkat okozott a régióban. Egyik leghírhedtebb és legnagyobb károkat okozó kitörése az 1783-as Tenmei kitörés. A három hónapig tartó Plíniuszi kitörés 1783. május 9-én  kezdődött, melynek következtében rengeteg vulkáni hamu került a sztratoszférába, valamit a kitörést heves gázrobbanások kísérték. A klimaktikus kitörés augusztus 4-én következett be, 15 órán keresztül tartott, az így kitörő láva pedig hatalmas pusztítást okozott. 
A történészek kutatásai, valamint a bakufu feljegyzései alapján biztosan lehet arra következtetni, hogy a Mount Aszama kitörése jelentős mértékben hozzájárult a Nagy Tenmei éhínség kialakulásához. Tóhoku régióban több másik, a vulkántól távolabb lévő prefektúra is súlyos károkat szenvedett el, többek között Shinan és Kozuke, amely régiókban a kitörés után az elkövetkezendő fél évtizedben az átlagnál alacsonyabb volt a termelési hozam. A cenzus becslései alapján a kitörésekben több, mint 1500 ember vesztette életét, további 20 000 ember megélhetési körülményeit pedig jelentősen befolyásolta. Azonban a valós szám ennél jóval több lehet. 

### Merénylet egy vakadosijori ellen
A vakadosijori (若年寄; Hepburn: wakadoshiyori) egy magas beosztással bíró tanács volt a Tokugava sógunátus idején. Innen kerülhettek át a Vének tanácsába, más néven a ródzsúba ( 老中) a legmegbízhatóbb emberek. A vakadosijori feladata volt többek között a művészek, az alacsonyabb rendű szamurájok és az egyszerű közemberek ellenőrzése, valamint a róluk szóló jelentések megírása a cenzúra közreműködésével a sógunnak. 
1784-ben az edói várban merénylet áldozata lett a vakadorijosi egy tagja, név szerint Tanuma Okimoto. Okimotot az édesapja előtt ölték meg, aki nem volt más, mint Tanuma Okicugu kamarai tisztviselő. A merénylő egy bizonyos Szano Maszakoto nevű alacsonyabb rendű szamuráj (hatamoto) volt. Szano Maszakotot a sógun, Tokugava Ieharu kivégeztette, további vizsgálatot azonban nem indított azzal kapcsolatban, hogy ki bérelhette fel a gyilkost, noha rengeteget találgatnak a tudósok a kilétével kapcsolatban. Számtalan lehetséges gyanúsított van, a bakufu emberein át, a Vének tanácsa tagjain keresztül egészen a társadalmi ranglétra alján álló emberekig, ugyanis minden társadalmi rétegnek volt oka arra, hogy felbújtson embereket egy ilyen merényletre, illetve végrehajtsa azt. A bakufu kételkedett a betegeskedő apját, Tokugava Iesigét leváltó Ieharu vezetői képességeiben. Noha Ieharu semmi jelét nem mutatta annak, hogy bármit is örökölt volna apja beteges természetéből, szamurájai mégse tekintették őt alkalmasnak és elég erősnek a sóguni címhez, ezt a véleményüket erősítette tovább az, hogy Ieharunak egy saját gyermeke se maradt életben, kénytelen volt örökbefogadni. A ródzsó tagjainak is volt okuk az elégedetlenségre, ők ugyanis nagyon ellenezték Tanuma Okicugu reformjait, merkantilista gazdaságpolitikáját, amik sorra kudarcot vallottak, ám Okicugu mindezek ellenére továbbra is töretlenül élvezte Ieharu bizalmát. További zavaró tényező volt mind a Vének tanácsa, mind pedig a bakufu körében az, hogy Tokugava elfogadta a császár által felajánlott udaidzsin kinevezést. Ez nyugtalanságra adott okot, hiszen azt mutatta ez is, a császár vissza akarja venni a hatalmát, és meg is tehetné, hiszen gyenge a sógun. A köznép pedig csalódottan vette tudomásul, hogy a Tokugava Iesige sógunsága alatt megromlott helyzetükre nem érkezett megoldás, sőt, még inkább csak leromlottak az életkörülményeik. Emellé a rengeteg természeti katasztrófát égi jelnek tekintették arra, miszerint nem Tokugava Ieharut illetné meg a vezetői cím, és le kéne mondania. 
Nem tisztázott azonban, hogy a merénylet vajon csak félresikerült, és valójában esetleg Tanuma Okicugut akarták megölni, vagy pedig Tanuma Okimoto halála egy jelzés akart lenni a sógunnak és az egyre nagyobb hatalmat élvező Okicugunak. 

## Tokugava Ieharu halála
1786. Szeptember 17-én Tokugava Ieharu elhunyt. Halála nem idegenkezűség eredménye, természetes okok miatt hunyt el. Mindössze 49 éves volt. Edoban (a mai Tokió) buddhista szertartással búcsúztak tőle, és a Kaneidzsi szentélyben található végső nyughelye, csakúgy mint gyerekeinek, illetve felmenőinek.